# Lorettokapelle (Clerf)

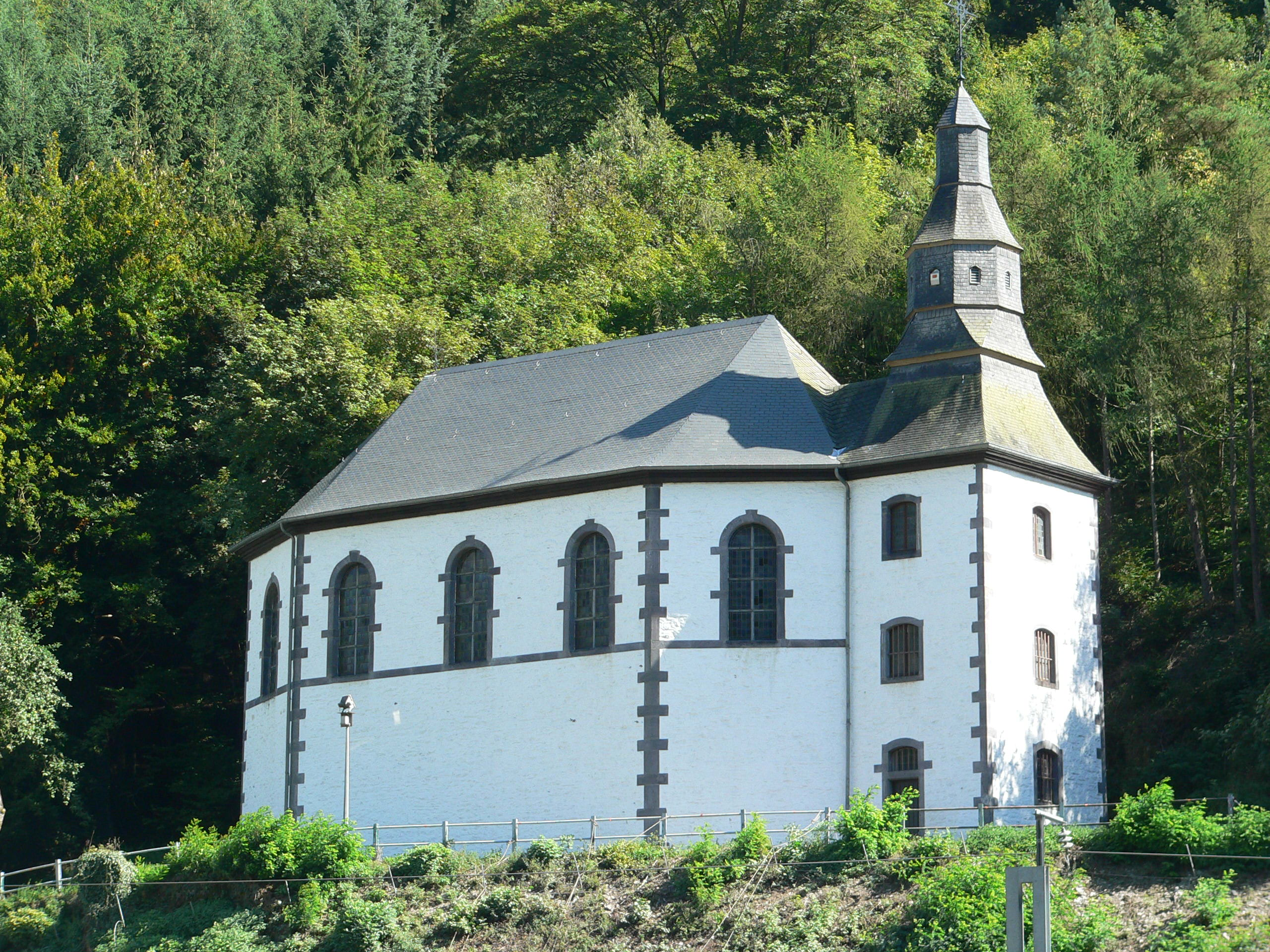
Denkmalgeschützte Lorettokapelle in Clerf

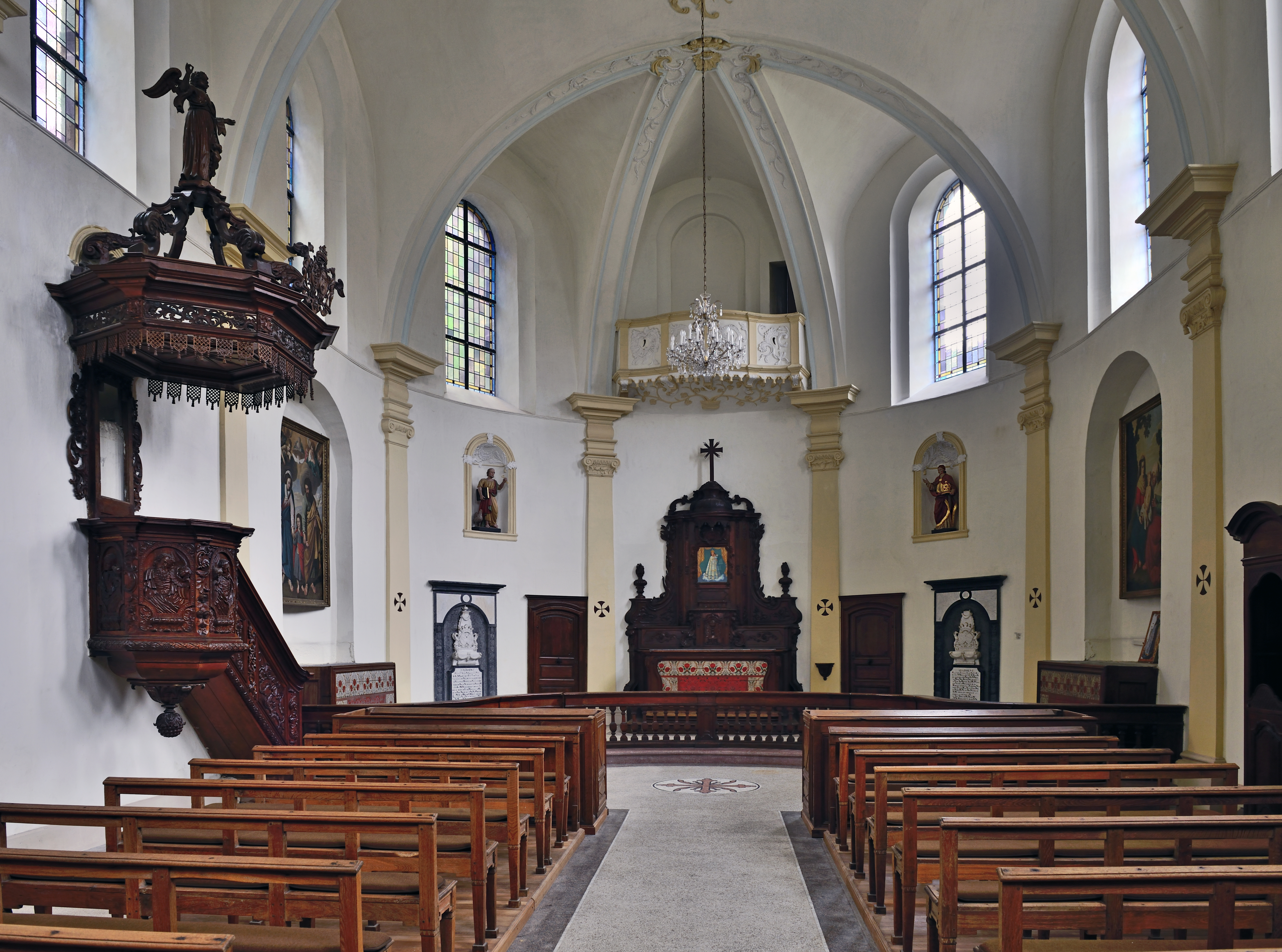
Blick zum Altar

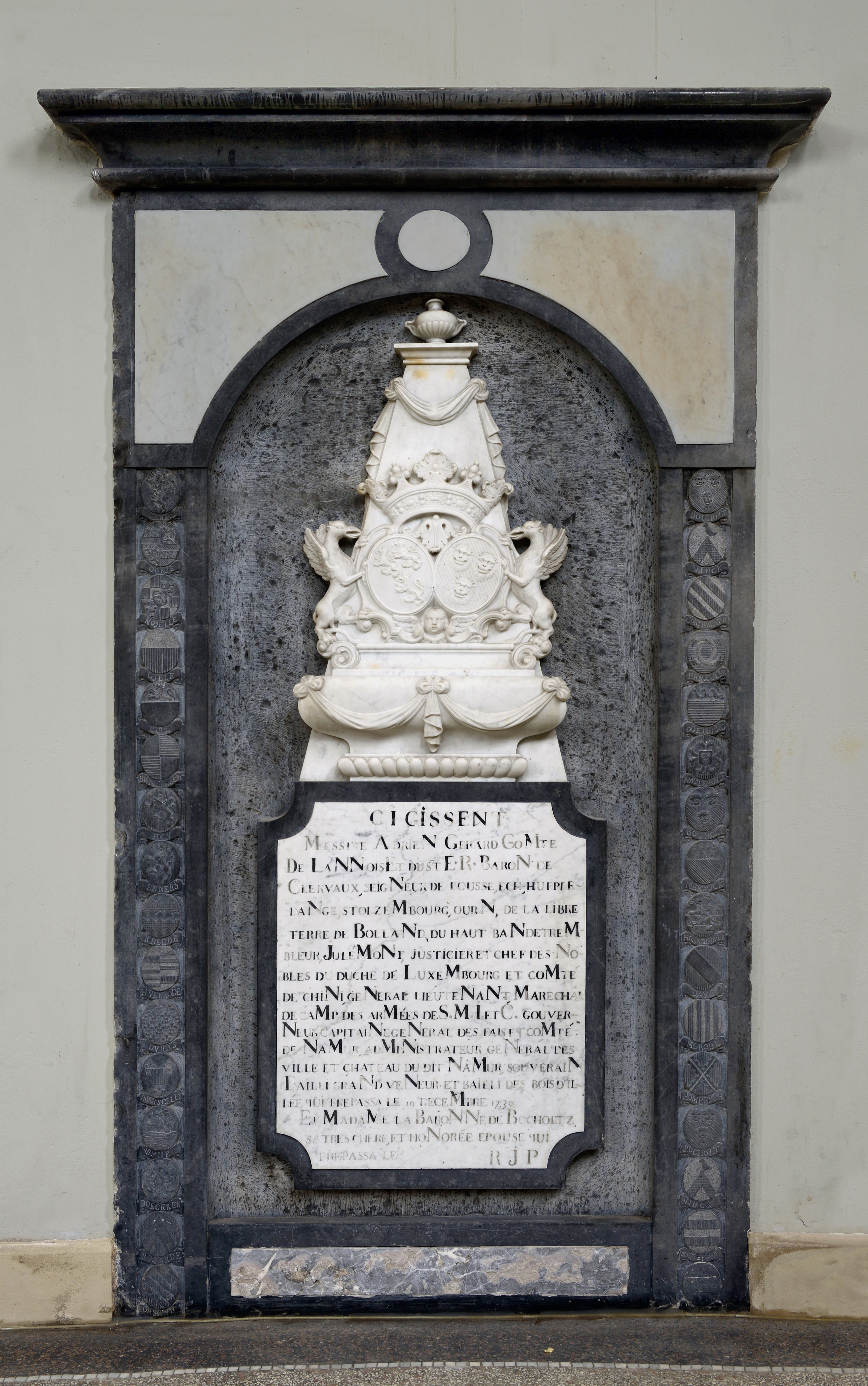
Grabstein von Adrien Gérard de Lannois und seiner Frau in der Lorettokapelle

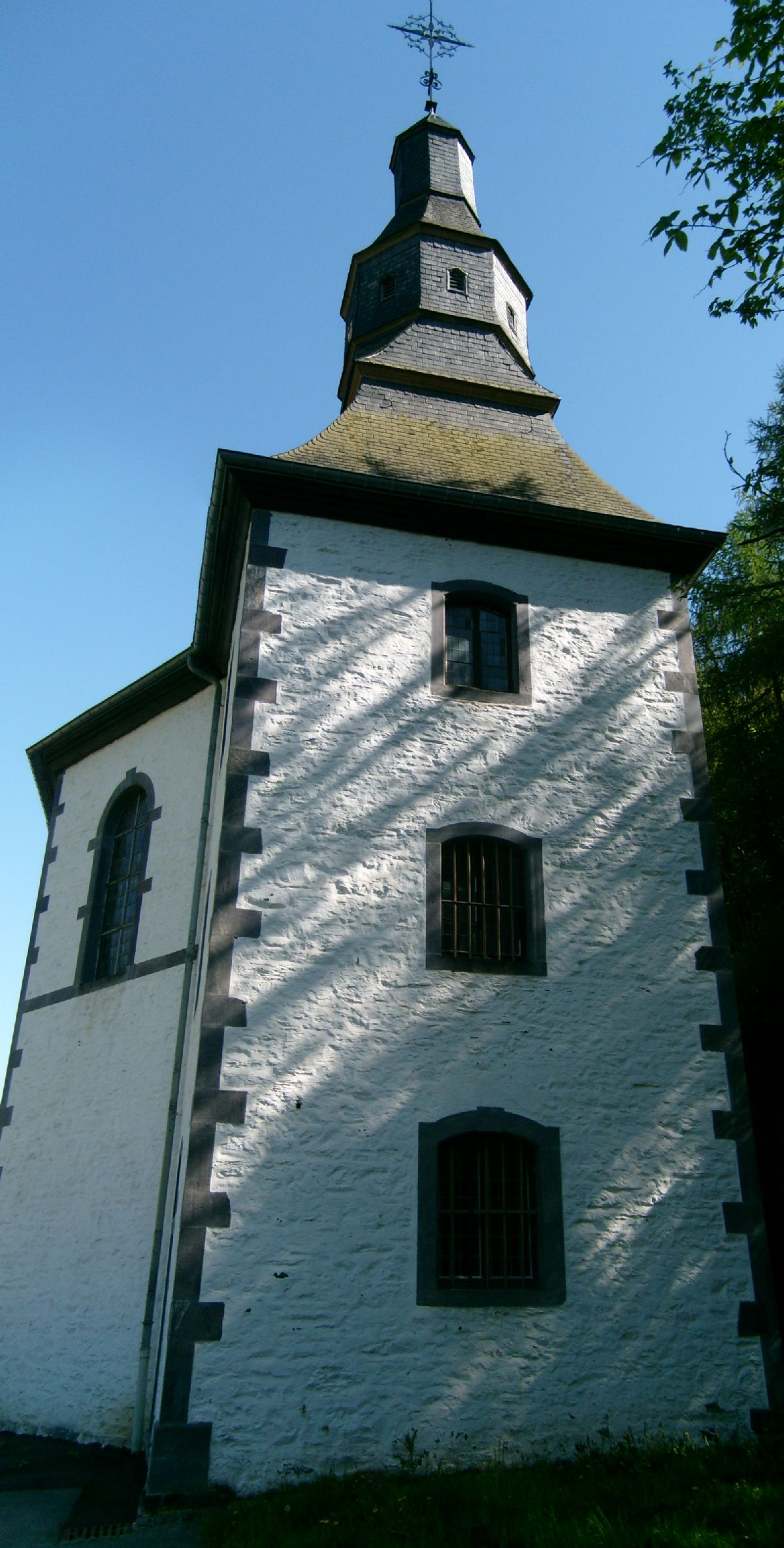
Turm der Lorettokapelle

Die römisch-katholische Lorettokapelle in Clerf (lux.: Loretokapell zu Klierf; franz.: Chapelle Notre-Dame de Lorette bzw. Notre Dame de Lorette chapel) in der Gemeinde Clerf (lux.: Klierf; franz.: Clervaux) gehört zur Pfarrei Clierf und Saint-Benoît und damit zum Erzbistum Luxemburg (lux.: Äerzbistum Lëtzebuerg), welches das gesamte Großherzogtum Luxemburg umfasst.
Die Lorettokapelle dient – wie viele europäische Loretokapellen – der Verehrung der Gottesmutter Maria. Die ursprünglich aus Italien stammende Loretto-Verehrung (Santa Casa) wurde von Jesuiten während der Gegenreformation über die Alpen gebracht. Gemäß dem aus dem Italienischen übernommenen Sprachgebrauch wird die Kapelle auch mit Loretokapelle bezeichnet.

## Geschichte
Um 1680 wurde im Wëldpark von Schloss Clervaux von Albert Eugene de Lannoy (Graf von Clerf) und seiner Frau Jeanne-Therese-Claire de Bocholtz eine Kapelle erbaut, die sich zum Pilgerziel entwickelte und von einem Eremiten betreut wurde. Die heutige Kapelle wurde 1762 von Adrien-Jean-Baptiste de Lannoy, dem damaligen Grafen von Clerf, und seiner Frau Constance de Wignacourt im Barockstil/Rokokostil an Stelle der alten Kapelle erbaut. Die Kapelle wurde am 28. Juni 1769 durch den Weihbischof von Lüttich, Karl-Alexander von Arberg und Vallengin, eingeweiht. Sie ist heute in Staatseigentum.
Die Kapelle wurde am 28. Januar 1982 als nationales Denkmal (lux.: klasséierte Monument) klassiert.
Von 1996 bis 2011 wurde die Kapelle umfassend restauriert.

## Lage
Die Kapelle steht auf einem kleinen Hügel im Park von Clerf oberhalb der Klerf. Ganz in der Nähe befindet sich die Bahnstation Clerf.

## Gebäude
Das Schiff der Kapelle hat den Grundriss eines längsgezogenen Achtecks.
Oberhalb des Eingangs befindet sich das Doppelwappen der Erbauer der Kapelle, über diesem Wappen ein Bildrelief Unserer lieben Frau von Loretto. Die Skulpturen in der Kapelle sind aus Bloe Steen (franz.: pierre bleue), einem Naturstein, der hauptsächlich in der Wallonie und in der Aachener Gegend in Deutschland vorkommt.
Die Gewölbedecke ist mit Stuck verziert. In der Mitte des Altars befindet sich ein Seidengemälde, auf dem die Madonna von Loretto abgebildet ist. Der Überlieferung nach soll dieses Gemälde Charles de Lannoy (um 1487–1527), Vizekönig von Neapel (Italien), nach Clerf gebracht worden sein. Stilistische Details zeigen jedoch, dass es aus dem 18. Jahrhundert stammt.
Über den Seitenaltären hängen je ein Gemälde von belgischen Maler François Walschartz (1595–1675). Beide Bilder stammen aus dem Franziskanerkloster von Bolland. Félix-Balthasar-Adrien de Lannoy brachte diese Gemälde während der Französischen Revolution nach Clerf. Sie sind im Eigentum der Kirchenfabrik.
Zwei Grabsteine aus Bloe Steen und weißem Marmor befinden sich seitlich des Hochaltars zur Erinnerung an Albert-Eugène de Lannoy (gest. 1697) und seiner Gattin Anne-Marie de Reede (links) sowie von Adrien-Gérard de Lannoy (gest. 1730) und Thérèse de Bocholt. Die Grabsteine stammen aus der Franziskanerkirche von Ulflingen und wurden während der Französischen Revolution in die Loretto-Kapelle gebracht.
Der Turm der Kapelle diente ursprünglich als Einsiedlerresidenz. Deswegen befindet sich oberhalb des Hauptaltars eine Empore, auf welcher der Einsiedler dem Gottesdienst beiwohnen konnte.